# Puszcza Wiechlicka

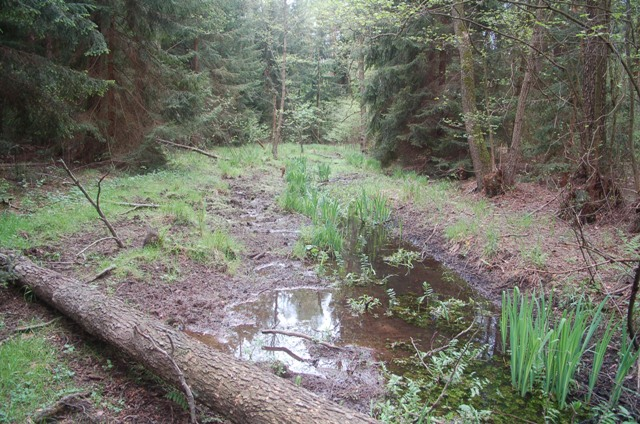
Źródlisko w Puszczy Wiechlickiej

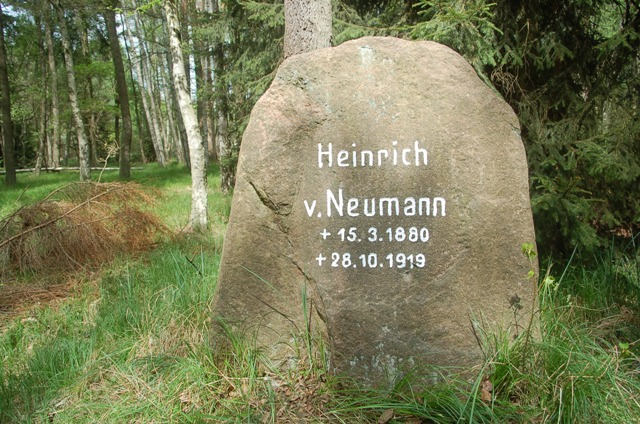
Jeden z pomników rodu von Neumann w Puszczy Wiechlickiej

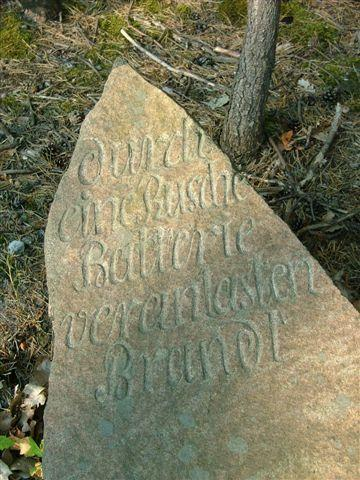
Pomnik z bitwy w 1813 roku koło wsi Szprotawka

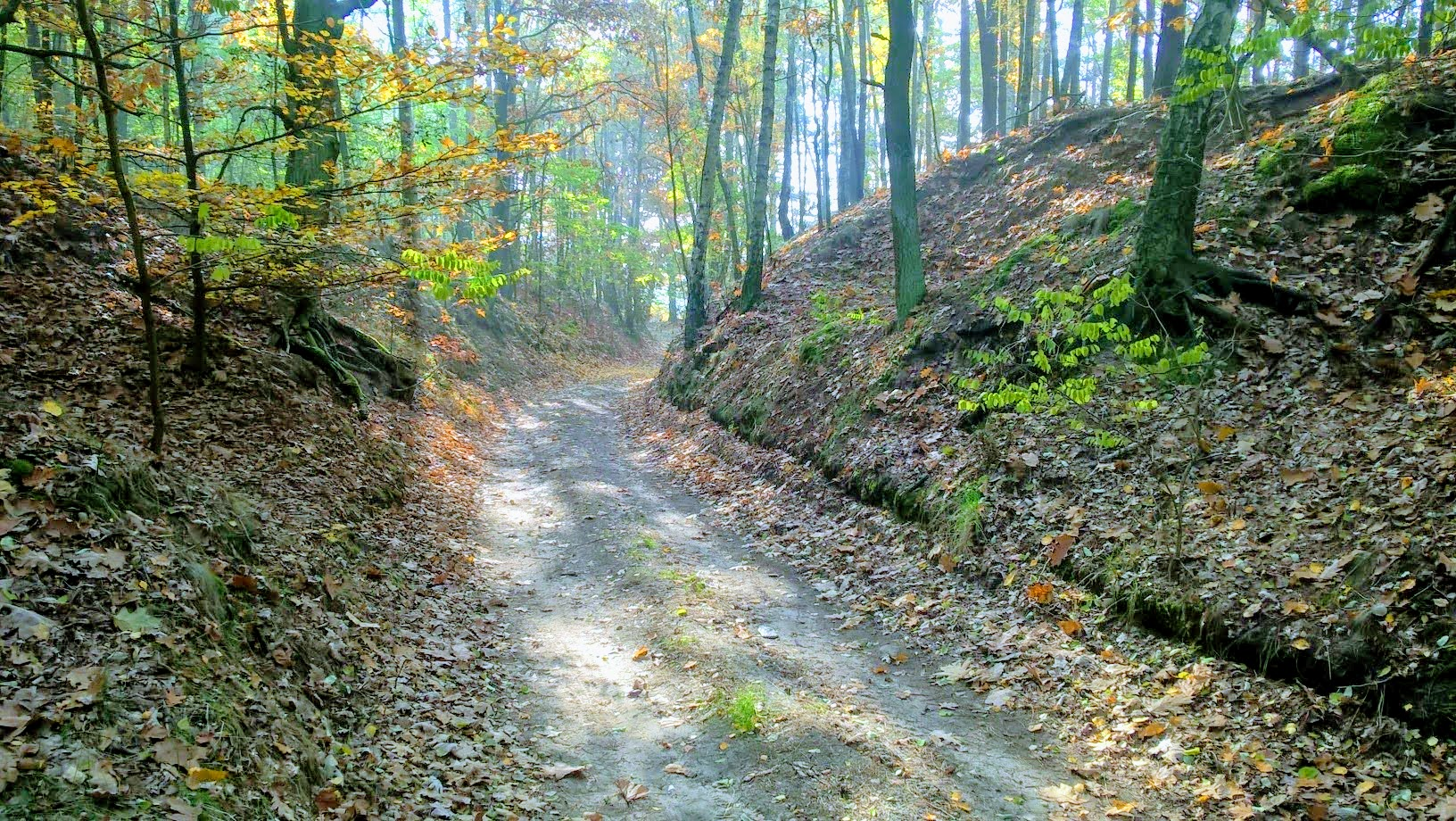
Wąwozy wiechlicko-cieciszowskie

Puszcza Wiechlicka – teren leśny położony w północnej części Borów Dolnośląskich, na obszarze administrowanym przez Nadleśnictwo Szprotawa. Granice puszczy umownie wyznacza krąg miejscowości: Wiechlice, Cieciszów, Krzywczyce, Szprotawka, Dziećmiarowice.
Według podziału leśnego z 1933 obejmowała oddziały od 14 do 57 i dzieliła się na części składowe:
- bór mycieliński (niem. Metschlauer Heide)
- bór Oschinsky (niem. Oschinsky Heide)
- las cieciszowski (niem. Zeisdorfer Wald)
- krzewy wójtowskie (niem. Vogts Busch)
- Krippschleifen[1].

Puszczański charakter jest najlepiej uchwytny we wschodniej części boru mycielińskiego. Z południa na północ przecinają ją Kamienny Potok oraz rowy wpadające do Szprotawy na wysokości Cieciszowa. Las leży w granicach europejskiej sieci ochrony przyrody Natura 2000.
Przez puszczę prowadzą szlak turystyczny „Pętla Wiechlicka”, szlak konny, a także odcinek historycznego traktu solnego. Podczas francusko-rosyjskiej potyczki pod Szprotawą w 1813 spłonęła południowa część lasu, co upamiętniają inskrypcje na miejscowym pomniku.

## Literatura
- M. Boryna, D. Grzeszczak: Wiechlice na rubieży Borów Dolnośląskich. Szprotawa: Towarzystwo Bory Dolnośląskie, 2015. ISBN 978-83-930137-6-0.
- M. Boryna, H. Janowicz: Wędrówki po Puszczy Wiechlickiej. Szprotawa: Towarzystwo Bory Dolnośląskie, 2015. ISBN 978-83-930137-9-1.